# Pentagonia pachiteana
Pentagonia pachiteana är en måreväxtart som beskrevs av Cornejo. Pentagonia pachiteana ingår i släktet Pentagonia och familjen måreväxter. Inga underarter finns listade i Catalogue of Life.